# Энгельман, Пал Габор
Пал Габор Энгельман (венг. Engelmann Pál Gábor; 1854, Пешт — 8 декабря 1916, Будапешт) — деятель венгерского рабочего движения, основатель и лидер Социал-демократической партии Венгрии (СДПВ).

## Биография
Рабочий-жестянщик. Участвовал в рабочем движении в Германии и Австрии. Вернувшись в Венгрию, в 1884 году присоединился к Всеобщей рабочей партии Венгрии (ВРПВ, Magyarországi Általános Munkáspárt), в которой возглавил революционное крыло и редактировал её немецкоязычное издание.
В сентябре 1889 года Второй Интернационал санкционировал замену ним в качестве руководителя предыдущего лидера ВРПВ Антала Ирлингера, уличённого в оппортунизме и алкоголизме. Энгельман состоял в переписке с Фридрихом Энгельсом, дававшим ему советы по политической деятельности. В результате руководимой Энгельманом организационной работы 7 декабря 1890 года на базе ВРПВ была создана СДПВ.
В январе 1893 года на съезде СДПВ под давлением реформистского крыла был выведен из руководства партии и исключен из её рядов. В этом же году он основал газету «Рабочий» («A Munkás»). В январе 1894 года с единомышленниками участвовал в учреждении Социал-демократической рабочей партии Венгрии (Magyarországi Szociáldemokrata Munkáspárt), но в мае 1894 года воссоединил свою партию с СДПВ. Участвовал в работе газет «Neues Plotisches Volksblatt» и «Arbeiter Zeitungnak».
В начале XX века Энгельманн примыкал к левому крылу СДПВ. В своей журналистской деятельности, особенно после 1905 года, склонялся к буржуазному радикализму. Выступал со статьями по вопросам социалистического движения в рабочих газетах и газетах буржуазной оппозиции Будапешта, Вены, Берлина